# Infanta (Pangasinan)
Infanta ist eine philippinische Stadtgemeinde in der Provinz Pangasinan und liegt am Südchinesischen Meer. Der Ort wurde 1904 nach der spanischen Königin Isabella II. benannt, welche den Herrschertitel Infanta trug.
In dem 212 km² großen Verwaltungsgebiet wohnten im Jahre 2015 24.584 Menschen, wodurch sich eine Bevölkerungsdichte von 116 Einwohnern pro km² ergibt. Der Großteil der Bevölkerung lebt von der Landwirtschaft, der Fischerei und der Salzproduktion. Das Gelände ist sehr hügelig. In der Gemeinde befindet sich ein Campus der Pangasinan State University.
Im Norden grenzen Dasol und Mabini, im Osten Bugallon und im Süden Santa Cruz (Provinz Zambales) an Infanta.
Infanta ist in folgende 13 Baranggays aufgeteilt:
| - Babuyan - Bamban - Batang - Bayambang - Cato - Doliman - Fatima | - Maya - Nangalisan - Nayom - Pita - Poblacion - Potol |